# Памятник Марии Конопницкой (Гданьск)
Памятник Марии Конопницкой  (пол. Pomnik Marii Konopnickiej w Gdańsku) — памятник, установленный в честь 135-летия со дня рождения Марии Конопницкой, польской писательницы, поэтессы, новеллистки, литературного критика и публициста.
Установлен 12 ноября 1977 года в Гданьске на ул. Валы Ягеллонские напротив Нагорных ворот в сквере им. Польских харцеров (Skwer im. Polskich Harcerzy). Сооружён на пожертвования граждан.
Автор — скульптор проф. Францишек Душенько.
Бронзовая скульптура изображает писательницу, стоящую на невысоком постаменте в полный рост с книгой в руке.